# Däckel
En däckel är ett seldon för vagnskörning med häst. Däckeln är en kraftig gjord, vanligen tillverkad i läder, som spännes omkring hästens buk strax bakom manken. Den del som löper över hästens rygg är ofta vadderad för att lämna manke och ryggrad fria. På vardera sidan om däckeln fästes vagnens skaklar. Tömmarna löper genom två metallringar på däckelns ovansida.
Inom vagns- och brukskörning drar hästen även med så kallade draglinor eller dragläder, vilka fästes i ett annat seldon, t ex lokor, bröstsele eller koller. Brukskörning utan däckel, där hästen drar enbart i bröstselen eller lokorna, förekommer. Inom travsport saknas daglinor, men en bröstsele eller förbygel sammankopplas med däckeln för att fördela trycket. I travsportens nomenklatur kallas däckeln för "bukgjord".